# Puagh
Puagh fue una banda de hardcore/punk nacida en Valladolid que prolongó su andadura desde 1991 hasta mediados del año 2007. Se caracterizaron siempre por una gran heterogeneidad en su música y unos planteamientos anarquistas que plasmaron en gran cantidad de canciones.

## Historia
Después de coincidir en varios institutos de Formación Profesional, en 1991 cuatro adolescentes deciden formar una banda para imitar los sonidos de la música que siempre les había fascinado; el punk y el hardcore de los 80, procedentes en su mayoría de las bandas operativas en el País Vasco, Madrid y Cataluña. Al tratarse el punk de una actitud antes que nada, este tipo de música y la denuncia social en sus letras han sido siempre uno, y es en ese sentido donde apuntarán los primeros textos de la banda, aún sin apenas vinculación ideológica alguna.
No obstante, desde un principio mantuvieron un marcado compromiso anticomercial en la música, editando su primera maqueta "La Última Palabra" en enero de 1993 al precio de 250 pesetas. 
En el año 1995 y de la mano del sello asturiano "Xunca Records" y del madrileño "Fobia/Duros Sentimientos" lanzan el e.p. “Hombres salvajes, bestias salvajes”, seis cortes al más puro estilo hardcore-punk con similitudes a grupos tanto internacionales como Dead Kennedys o nacionales como Subterranean Kids, Anti/Dogmatikss o HHH. 
En 1997 editan el que ha sido su único vinilo de larga duración: "Bienvenidos a las delicias del Capitalismo", con 500 copias en vinilo y 1000 en Casete, ambos formatos acompañados del correspondiente libreto. En esta grabación se detecta ya un gran compromiso no sólo con la ideología libertaria, sino con algunas de las organizaciones que lo conforman, siendo el caso del sindicato C.N.T.. La canción que abre el disco y da temática a la portada es la de "McDonalds, imperio de destrucción", detallando minuciosamente en el libreto las razones por las que llaman al boicot de dicha multinacional. El ateísmo, el nacionalismo y algún que otro "ismo" también son tratados en el disco, aunque el asunto de las religiones se lleva la mejor parte. Algunas distribuidoras reeditaron posteriormente este trabajo exclusivamente en formato casete.
En 1999 pasan a formar parte del sello discográfico Potencial Hardcore y en el cual se quedarían hasta el final de sus días como banda. Editan los discos “Quien pondrá fin a esta locura” y “Diario de una democracia”, este último con una original presentación de un cuaderno con anillas a modo de "diario".
Llega el año 2002 y la banda edita “El ritmo de las Ideas”, incluyendo la versión del "Holidays in Cambodia" de los Dead Kennedys. También reeditan en un CD dos de sus referencias ya descatalogadas "Hombres Salvajes, Bestias Salvajes" y "Bienvenid@s a las delicias del capitalismo", confeccionando el librillo de nuevo.
En el 2004 sacan un DVD "Pulso Al Gobierno del Horror" que conmemora los doce años de vida de la banda e intercambia las imágenes en directo con videoclips y entrevistas a los miembros. A la portada del DVD deciden darle el aspecto de paquete de correos en honor a las distribuidoras anticomerciales, las cuales se basan en el intercambio de materiales.
Llega el año 2006 y los Puagh sacan el CD “Rebeldía es una marca registrada”. Mezclan el sonido hardcore que caracteriza a la banda con otros estilos como el Oi!, el ska, el punk, la ranchera. Al igual que anteriores discos, una edición con las letras y sus explicaciones y justificaciones de las composiciones, algunas fotos y como es habitual traducción a varios idiomas,
En octubre de 2006 fueron a Chile a promocionar el disco “Rebeldía es una marca registrada” y dar a conocer la separación del grupo
Las fechas de los conciertos fueron:
Penco 19/10
Valparaíso 22/10
Arica 26/10
Iquique 27/10
Antofagasta 28/10 (concierto interrumpido en la canción número 6 del repertorio por las fuerzas de seguridad)
Santiago 29/10
La banda se separó después de dos concierto en Casa Babylon, Valladolid el 26 y 27 de enero, de los cuales en el año 2008 se editó el disco ¨Puagh, el último directo¨.

## Miembros actuales
- Moreno - Voz
- Mariano - Guitarra
- Miguel - Bajo
- Gibello - Batería

### Miembros pasados
- Alfonso - Guitarra (desde 1994 hasta 2001)

## Discografía

### Maqueta. La última palabra - 1993
1. Intromisión
2. Solo
3. Peste
4. Venganza
5. Heavy lait
6. La última corría
7. No nos moverán
8. Aprensión
9. La úlcera
10. CTD
11. Puagh
12. Pucela melapela
13. Pater vostrun
14. Escúpele a un fascista
15. Voló, voló, voló.

### EP. Hombres salvajes, bestias salvajes - 1995
1. Todo está pedido
2. Lucidez pasajera
3. Noticias de muerte
4. Hombres salvajes
5. Bestias salvajes
6. Paz personal
7. Yerva & ruido.

### LP. Bienvenid@s a las delicias del capitalismo - 1997
1. Mc Donald's, Imperio de destrucción
2. Tan molesto como inútil
3. Descubre la farsa
4. Destellos de luz
5. El dogma niega la razón
6. Cállate
7. Los principios de la clase media
8. ¿Qué es violencia?
9. Acerca de los nacionalismos
10. El fin no justifica los medios
11. Los gritos del estado
12. Buscando respuestas
13. Tortura animal stop
14. J.A.S.P.
15. Revolución, grito de esperanza.

### CD. ¿Quién pondrá fin a esta locura? - 1999
1. El rostro del miedo
2. Quien pondrá fin a toda esta locura
3. Ensayos de apostasía
4. Estado llamo yo a...
5. Bocazas amarillo
6. Las fuerzas de seguridad (Vómito)
7. Idiotización
8. Policía de barrio
9. Apestan
10. La generación perdida
11. Explico algunas cosas
12. Alienados
13. Reidiotización.

### CD. Diario de una democracia - 2001
1. La historia te delata
2. Loa a la dialéctica
3. Tu rollo está podrido
4. Nuestra hoguera
5. Me sabe apoco
6. Todo está bajo control (Nations on fire Cover)
7. PreS.O.S.
8. La civilización al asalto
9. Dios dinero
10. Cuidado con ella
11. Agua y aceite
12. Huelga.

### CD. El ritmo de las ideas - 2002
1. El ritmo de las ideas
2. Odio, amor y rabia
3. Cabezas de balón
4. No abandones
5. Va por ti
6. Sin justicia no habrá paz
7. Quemalos
8. Esto es lo que hay
9. Cárceles al aire libre
10. Matogrosso
11. A pico y pala
12. Vacaciones en Camboia (Dead Kennedys)
13. Los solidarios

### CD. Bienvenid@s a las delicias del Capitalismo - 2004
Reedición en CD de sus referencias editadas en vinilo "Hombres salvajes, bestias salvajes" y "Bienvenid@s a las delicias del capitalismo".

### CD. Rebeldía es una marca registrada- 2005
1. Dime si esto es legal
2. El discreto encanto del capitalismo
3. Fidel, las cosas como son
4. Sugerencias para un mundo menos ingrato
5. No entiendo nada
6. Nadie es incorruptible
7. Misterios de la vida moderna
8. Ha nacido una estrella!
9. Te fuiste a la rave
10. El maquis
11. Plástico
12. Corrido a los indios de Chiapas
13. Las matemáticas nunca fallan

Las ventas de este disco destinarón €1 por disco vendido al Movimiento Indígena de Centroamérica, una muestra del compromiso solidario que adquirió la banda en sus orígenes. Además el precio de sus discos cuestan la mitad que cualquier otro disco comercial (6 o 7 euros aproximadamente).

### CD. Puagh, el último directo - 2008
1. Naciones
2. Nuestra hoguera
3. Loa a la dialéctica
4. Me sabe a poco
5. A pico y pala
6. Las religiones
7. Odio, amor y rabia
8. Explico algunas cosas
9. No abandones
10. Cabezas de balón
11. Va por ti
12. Cárceles al aire libre
13. Fidel, las cosas como son
14. Ingobernables (Sin Dios)
15. Agua y aceite
16. Te fuiste a la rave
17. Sugerencias para un mundo menos ingrato
18. Camaleón (Decibelios)
19. Los solidarios
20. Corrido a los indios de chiapas
21. La huelga
22. Voló, voló, voló
23. Condenado (RIP)
24. Misterios de la vida moderna
25. Maquis
26. Tu rollo está podrido
27. El ritmo de las ideas

La grabación del disco se realizó 26 y 27 de enero de 2007 en Casa Babylon, Valladolid
QUINTO SOL RECORDS